# Tom Lucy
Tom Lucy, né le 1er mai 1988, est un rameur britannique. Il participe aux Jeux olympiques d'été de 2008 et remporte la médaille d'argent dans l'épreuve du huit masculin.

## Palmarès

### Jeux olympiques
- Jeux olympiques de 2008 à Pékin,  Chine
  -  Médaille d'argent